# 大前創希
大前 創希（おおまえ そうき、1974年〈昭和49年〉 - ）は日本の実業家にして大学教授。
ウェブコンサルティング事業を主としたクリエイティブホープを設立。

## 来歴・人物
大前研一の長男として生まれる。
2002年、株式会社クリエイティブホープを創業。
2009年4月、アクセス会議の協議会「アナリティクスアソシエイション」の立ち上げに参加、副代表に就任。
2016年5月、ドローン・エモーション立ち上げに参加。
2017年5月、DRONE FUNDアドバイザリーボードに参加、2018年9月より共同代表パートナーに就任。